# منتخب باكستان لكرة القاعدة
منتخب باكستان لكرة القاعدة (بالإنجليزية: Pakistan national baseball team)‏ هو ممثل باكستان الرسمي في المنافسات الدولية في كرة القاعدة .